# Tinamou soui
Crypturellus soui
Espèce
Répartition géographique
Statut de conservation UICN

 LC  : Préoccupation mineure
Le Tinamou soui (Crypturellus soui) est une espèce d'oiseau appartenant à la famille des Tinamidae.

## Description
Cet oiseau petit (23 cm de longueur) et corpulent présente un plumage brun ou gris brun uni avec des pattes jaune terne.

## Répartition
Son aire s'étend à travers l'écozone néotropicale.

## Habitat
Cet oiseau peuple les milieux humides : buissons, lisières forestières et plantations.

## Comportement
Cet oiseau discret vit solitaire. Il émet des sifflements mélodieux en crescendo.

## Alimentation
Cette espèce se nourrit au sol sous un couvert forestier épais. Il consomme des graines, des petits fruits et des insectes.

## Sous-espèces
Selon la classification de référence du Congrès ornithologique international (15.1, 2025) il se répartit en quatorze sous-espèces (ordre phylogénique) :
- Crypturellus soui meserythrus (Sclater, PL, 1860) — du sud du Mexique au Nicaragua ;
- Crypturellus soui modestus (Cabanis, 1869) — Costa Rica et ouest du Panama ;
- Crypturellus soui capnodes Wetmore, 1963 — nord-ouest du Panama ;
- Crypturellus soui poliocephalus (Aldrich, 1937) — Panama (littoral pacifique) ;
- Crypturellus soui panamensis (Carriker, 1910) — Panama ;
- Crypturellus soui mustelinus (Bangs, 1905) — nord-est de la Colombie et nord-ouest du Venezuela ;
- Crypturellus soui soui (Hermann, 1783) — de l'est de la Colombie à travers le plateau des Guyanes ;
- Crypturellus soui andrei (Brabourne & Chubb, C, 1914) — Trinité et nord-est du Venezuela ;
- Crypturellus soui caucae (Chapman, 1912) — vallée du río Magdalena (Colombie) ;
- Crypturellus soui harterti (Brabourne & Chubb, C, 1914) — El Chocó ;
- Crypturellus soui caquetae (Chapman, 1915) — sud-est de la Colombie ;
- Crypturellus soui nigriceps (Chapman, 1923) — est de l'Équateur et nord-est du Pérou ;
- Crypturellus soui albigularis (Brabourne & Chubb, C, 1914) — Amazonie et forêt atlantique ;
- Crypturellus soui inconspicuus Carriker, 1935 — Pérou et Bolivie.